# Berlinia eminii
Berlinia eminii là một loài thực vật có hoa trong họ Đậu. Loài này được Engl. miêu tả khoa học đầu tiên năm 1895.